# DSTN (ген)
DSTN (англ. Destrin, actin depolymerizing factor) – білок, який кодується однойменним геном, розташованим у людей на короткому плечі 20-ї хромосоми. Довжина поліпептидного ланцюга білка становить 165 амінокислот, а молекулярна маса — 18 506.
| 10         |  | 20         |  | 30         |  | 40         |  | 50         |
| ---------- |  | ---------- |  | ---------- |  | ---------- |  | ---------- |
| MASGVQVADE |  | VCRIFYDMKV |  | RKCSTPEEIK |  | KRKKAVIFCL |  | SADKKCIIVE |
| EGKEILVGDV |  | GVTITDPFKH |  | FVGMLPEKDC |  | RYALYDASFE |  | TKESRKEELM |
| FFLWAPELAP |  | LKSKMIYASS |  | KDAIKKKFQG |  | IKHECQANGP |  | EDLNRACIAE |
| KLGGSLIVAF |  | EGCPV      |  |            |  |            |  |            |

A: Аланін

C: Цистеїн

D: Аспарагінова кислота

E: Глутамінова кислота

F: Фенілаланін

G: Гліцин

H: Гістидин

I: Ізолейцин

K: Лізин

L: Лейцин

M: Метіонін

N: Аспарагін

P: Пролін

Q: Глутамін

R: Аргінін

S: Серин

T: Треонін

V: Валін

W: Триптофан

Кодований геном білок за функцією належить до фосфопротеїнів. 
Задіяний у таких біологічних процесах, як ацетилювання, альтернативний сплайсинг. 
Білок має сайт для зв'язування з молекулою актину. 